# Deutscher Mieterbund
Der Deutsche Mieterbund e. V. (DMB) ist ein Bundesverband von Mietervereinen, der sich als politische Interessenvertretung aller Mieter von Wohnraum, unabhängig von Staat und Parteien, in Deutschland sieht. Er ist die Dachorganisation von 15 Landesverbänden. Diese bilden ihrerseits als eingetragene Vereine unter dem Namen „Deutscher Mieterbund“ die Dachverbände der örtlichen Mietervereine auf Landesebene.
Nicht alle örtlichen Mietervereine sind Mitglied eines dem DMB angehörenden Landesverbands.
Der Deutsche Mieterbund ist einer der qualifizierten Verbraucherverbände in Deutschland, die eine Musterfeststellungsklage und Abhilfeklage durchführen dürfen.

## Geschichte
In der zweiten Hälfte des 19. Jahrhunderts begannen Wohnungsmieter, sich örtlich zu Selbsthilfeeinrichtungen zusammenzufinden. In Dresden entstand 1868 der erste „Miethbewohnerverein“. Wohnungselend und eine weitgehende Rechtlosigkeit der Wohnraummieter kennzeichneten diese Epoche. Diese Bemühungen erfolgten vor dem Hintergrund der Sozialen Frage und der Arbeiterbewegung in Deutschland. Ähnlich wie im Arbeitsrecht zwischen Arbeitgebern und Arbeitnehmern, war es auch im Mietrecht zu dieser Zeit für den Vermieter möglich, Vertragsbedingungen weitgehend frei den Mietern zu diktieren. Die Mietervereine bildeten seitdem ein Gegengewicht zu Vereinen der Haus- und Grundbesitzer. Der Zentralverband der städtischen Haus- und Grundbesitzervereine Deutschlands bestand seit 1879.
Im Jahr 1912 gab es 800 Mitgliedsvereine, Anfang der 1920er Jahre waren es über 1.900. Ihnen gehörten 1907 etwa 25.800 Mitglieder an, 1912 waren es insgesamt über 300.000 Mitglieder, 1922 waren über eine Million Mieter in den Vereinen organisiert.
Im Jahre 1900 gründeten 25 Mietervereine den Bund der Mietervereine, der später in Bund deutscher Mietervereine umbenannt wurde, in Leipzig und legten damit den Grundstein für eine deutsche Mieterbewegung. Erste Fortschritte in Richtung auf ein soziales Mietrecht konnten durch das Mieterschutzgesetz im Jahr 1923 durchgesetzt werden.
Die Zeit des Nationalsozialismus markierte den Tiefpunkt der Mieterbewegung, als ab 1942 der Bund deutscher Mietervereine, der Reichsbund der Haus- und Grundbesitzer sowie der Deutsche Siedlerbund gleichgeschaltet wurden.
Nach dem Zweiten Weltkrieg kam es zur Neugründung der Mieterverbände. In der britischen Besatzungszone  wurde 1946 der Zentralverband Deutscher Mieter gegründet. Im Jahr 1947 folgte in der amerikanischen Besatzungszone der Bund Westdeutscher Mieterverbände. Beide Verbände wurden 1951 zum heutigen Verband zusammengeschlossen, der seitdem seinen Sitz in Köln hatte.
Nach dem Ende der Zwangsbewirtschaftung des Wohnungsmarktes in der Nachkriegszeit durch den sogenannten „Lücke-Plan“, der nach dem damaligen Bundesbauminister Paul Lücke benannt worden war, bestand der größte Erfolg in der Schaffung eines sozialen Kündigungsschutzes im Mietrecht, der mit dem Zweiten Wohnraumkündigungsschutzgesetz eingeführt wurde, das im Jahr 1975 in Kraft trat.
Der im Frühjahr 1990 gegründete Mieterbund der DDR schloss sich im Oktober 1990 dem Deutschen Mieterbund an. Die Mieterorganisation wurde in der Folge auch in Ostdeutschland mit umfangreicher Unterstützung der westdeutschen Mietervereine wieder aufgebaut. Im September 2001 verlegte der DMB seinen Sitz nach Berlin.

## Organisation und Finanzierung
Der Aufbau der Organisation ist dreistufig ausgeführt. Zurzeit bestehen 320 örtliche Mietervereine. Sie versammeln etwa drei Millionen Mitglieder bundesweit. Sie sind Mitglied in dem jeweiligen Landesverband, der wiederum dem Bundesverband angehört.
Der Bundesvorstand wird von der Mitgliederversammlung, dem Deutschen Mietertag, gewählt, der aus Delegierten der Landesverbände gebildet wird. Der Mietertag findet alle zwei Jahre statt und legt die Richtlinien der Verbandspolitik fest. Austragungsort des aktuellen Mietertags ist Rostock-Warnemünde vom 26. bis 28. Juni 2025.
Präsidenten des DMB waren bzw. sind: Paul Nevermann (1967–1979), Gerhard Jahn (1979–1995), Anke Fuchs (1995–2007) Franz-Georg Rips (2007–2019), Lukas Siebenkotten (2019–2025) und Melanie Weber-Moritz (seit 2025). Direktoren waren: Berthold Gramse (1951–1962), Helmut Schlich (1962–1995), Franz-Georg Rips (1995–2008), Lukas Siebenkotten (2008–2019) und Melanie Weber-Moritz (2019–2025).
Der Deutsche Mieterbund bekommt keine staatlichen Zuschüsse oder Beihilfen. Die Vereine finanzieren sich ausschließlich durch die Beiträge ihrer Mitglieder. Die Vereine entscheiden selbständig über die Höhe ihrer Beiträge. Die Höhe der Beiträge in den Landesverbänden und im Bundesverband richtet sich nach einer Umlage.
Auf internationaler Ebene ist der DMB der International Union of Tenants angeschlossen.

## Schwerpunkte der Arbeit
Während in den örtlichen Mietervereinen, die Mitglied in einem Landesverband des Deutschen Mieterbunds sind, die Beratung der Mitglieder über ihre Rechte und Pflichten sowie der Mietrechtsschutz- auch vor Gericht – im Vordergrund stehen, liegt der Schwerpunkt der Tätigkeit des Deutschen Mieterbundes sowie der Landesverbände im politischen Bereich. Der Verband wird als Sachverständiger im Gesetzgebungsverfahren angehört und gibt Stellungnahmen zu aktuellen mietrechtlichen und städtebaulichen Fragen ab. Dabei hat der DMB traditionell eine große Nähe zu den Gewerkschaften im DGB und zur SPD gezeigt. Präsidenten und Direktoren des DMB waren und sind vielfach SPD-Parteimitglieder.
Der Deutsche Mieterbund setzt sich insbesondere für „die Erhaltung und der Ausbau des sozialen Mietrechts“ ein sowie für „bezahlbare Mieten“ und für ein „ausreichendes  Wohnungsangebot, insbesondere auch für die Beibehaltung und stetige Förderung des sozialen Wohnungsbaus.“ Dazu wirkt er bei der kommunalen Wohnungspolitik und bei städtebaulichen Maßnahmen mit. Er gehört außerdem zu den in die Liste nach § 4 des Unterlassungsklagengesetzes (UKlaG) eingetragenen Abmahnvereinen.
Seit 1948 gibt der DMB die Fachzeitschrift Wohnungswirtschaft und Mietrecht heraus. Seit den 1960er Jahren wird eine umfangreichere Öffentlichkeitsarbeit betrieben, insbesondere durch eigene Veröffentlichungen (Mieterlexikon, Mieter-Zeitung, zahlreiche Broschüren). Die Veröffentlichungen erscheinen in der verbandseigenen DMB Verlags- und Verwaltungsgesellschaft.
Seit 1982 betreibt der Verein die DMB Rechtsschutz-Versicherung AG mit Sitz in Köln.
Seit 2004 wird jährlich der Betriebskostenspiegel veröffentlicht.

## Schriften
- Deutscher Mieterbund (Hrsg.): Das Mieterlexikon – Ausgabe 2015/2016. Das Nachschlagewerk für Fachleute und Laien. DMB-Verlag, Berlin 2015, ISBN 978-3-944608-03-7.
- Deutscher Mieterbund (Hrsg.): Das Mieterlexikon - Ausgabe 2018/2019. Aktuelles Mietrecht und neueste Rechtsprechung, DMB-Verlag, Berlin, November 2017, ISBN 978-3-442-17676-2.
- Deutscher Mieterbund: Wohnungswirtschaft und Mietrecht. DMB-Verlag, ISSN 0173-1564 (seit 1948).
- Deutscher Mieterbund (Hrsg.): Mieter-Zeitung. DMB-Verlag, Berlin (Mitgliederzeitung; sechs Ausgaben jährlich; Archiv; erscheint seit 1952; früher unter dem Titel: Miet- und Wohnrecht, davor: Der Mieter und Pächter).